# Província de Samangan

districtes

La província de Samangan (persa: سمنگان) és una divisió administrativa de primer nivell de l'Afganistan amb una superfície d'11.262 km² i una població aproximada estimada el 2002 de 378.000 habitants. La capital és la ciutat de Samangan coneguda també com a Aybak.
Un terratrèmol va afectar la província el 3 de març de 2002 i va provocar morts i danys materials. El novembre del 2007 fou nomenat governador Qazi Enayatullah Enayat. La província escull quatre diputats; a les eleccions a la Wolesi Jirga del 18 d'octubre del 2005 foren escollits Dilba Nazari, Haji Sultani, Ahmad Khan i Mawlawi Mohammad Islam Mohammadi; aquest darrer fou assassinat el gener del 2007 però la resta va continuar la seva tasca. Les noves eleccions haurien de tenir lloc el 2009.
Administrativament la província està formada per sis districtes:
- Districte d'Aybak
- Districte de Dara-i-Suf fraccionat el 2005:
  - Districte de Dara-i-Suf Balla
  - Districte de Dara-i-Suf Payan
- Districte d'Hazrat-e Sultan
- Districte de Khuram Wa Sarbagh
- Districte de Ruyi Du Ab

El districte de Khulm fou part de la província fins al 2001 però en aquest any fou transferit a la província de Balkh. El 2005 se'n va segregar el Districte de Firuz Nashir